# Lista de pinturas de Caravaggio

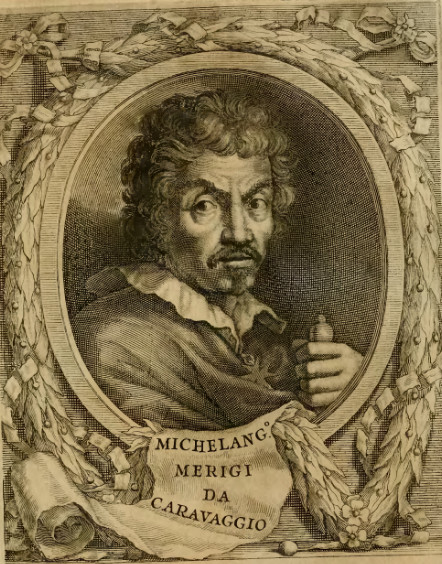
Michelangelo Merisi Caravaggio

Esta é uma lista de pinturas de Caravaggio, pintor italiano precursor do estilo barroco.
Michelangelo Merisi, nasceu em Milão na Itália no ano de 1571, adotou o nome artístico de Caravaggio, aldeia de onde veio a sua família. Foi aprendiz no ateliê do pintor Simone Pertezano, que recebeu a sua formação artística do pintor Ticiano. Trabalhou em Roma no ateliê do pintor Giuseppe Cesari de onde saiu para iniciar a sua carreira solo.
Em sua obras é caracterizada pelo tenebrismo, técnica que utiliza intensos contrastes de luz e sombra que emprestam um aspecto monumental aos personagens.
Morreu em Porto Ercole aos 38 anos no dia 18 de julho de 1610.
| Imagem | Título                                                 | Data                            | Material                 | Coleção                                                               | Descrito em |
| ------ | ------------------------------------------------------ | ------------------------------- | ------------------------ | --------------------------------------------------------------------- | ----------- |
|        | Natividade com São Francisco e São Lourenço            | 1600 1609                       | tinta a óleo tela        | No/unknown value                                                      |             |
|        | Medusa Murtola                                         | 1595                            | tinta a óleo painel      | No/unknown value                                                      |             |
|        | Retrato de Maffeo Barberini                            | 1598                            | tinta a óleo tela        | No/unknown value                                                      |             |
|        | Maria Madalena em Êxtase                               | 1606                            | tinta a óleo tela        | No/unknown value                                                      |             |
|        | Still Life with Fruit                                  | 1601                            | tinta a óleo tela        | No/unknown value                                                      |             |
|        | Saint John the Baptist at the fountain                 | 1610                            | tinta a óleo             | No/unknown value                                                      |             |
|        | Contarelli Chapel                                      | 1600                            |                          |                                                                       |             |
|        | Christ at the Column                                   | década de 1590                  | tinta a óleo tela        | No/unknown value                                                      |             |
|        | Saint John the Baptist Reclining                       | 1610                            | tinta a óleo             | No/unknown value                                                      |             |
|        | São Mateus e o Anjo                                    |                                 |                          |                                                                       |             |
|        | Descent from the Cross                                 | século XVI                      | tela tinta a óleo        |                                                                       |             |
|        | The Lute Player                                        | 1596                            | tinta a óleo tela        | No/unknown value                                                      |             |
|        | Judith Beheading Holofernes                            | 1607                            | tinta a óleo tela        | No/unknown value                                                      |             |
|        | Portrait of a gentleman (Scipione Borghese?)           | 1 de janeiro de 1601            | tinta a óleo tela        |                                                                       |             |
|        | Scenes from the Life of St. Matthew, Contarelli Chapel | 1599                            |                          |                                                                       |             |
|        | Q97686478                                              | 1609                            |                          |                                                                       |             |
|        | The martyrdom of Saint Matthew                         | século XVI                      | tinta a óleo tela        |                                                                       |             |
|        | Sacrifício de Isaac (Caravaggio)                       | 1598 1603                       | tinta a óleo tela        |                                                                       |             |
|        | Boy Peeling Fruit                                      |                                 |                          |                                                                       |             |
|        | The Lute Player                                        |                                 |                          | Badminton House                                                       |             |
|        | Saint John the Baptist                                 | século XVII                     | tinta a óleo tela        | Bolton Museum                                                         |             |
|        | Saint John the Baptist                                 | 1617 1598                       | tinta a óleo             | Catedral de Toledo                                                    |             |
|        | Decapitação de João Batista                            | 1608                            | tinta a óleo tela        | Co-Catedral de São João                                               |             |
|        | Retrato do Papa Paulo V                                | década de 1600                  | tinta a óleo tela        | Coleção Borghese Galleria Borghese                                    |             |
|        | Lute Player                                            | 1 de janeiro de 1591            |                          | Coleções de Pinturas do Estado da Baviera                             |             |
|        | John the Baptist                                       |                                 | tinta a óleo             | Collezione Mattei                                                     |             |
|        | São Mateus e o Anjo                                    | 1602                            | tinta a óleo tela tinta  | Contarelli Chapel Gemäldegalerie                                      |             |
|        | Crucifixion of S Peter                                 |                                 | black chalk sanguínea    | Departamento de Artes Gráficas do Museu do Louvre                     |             |
|        | Morte da Virgem                                        | 1604 década de 1600             | tinta a óleo tela        | Departamento de Pinturas do Louvre                                    |             |
|        | Portrait of Alof de Wignacourt and his Page            | século XVII década de 1600 1608 | tinta a óleo tela        | Departamento de Pinturas do Louvre                                    |             |
|        | A Adivinha                                             | década de 1590                  | tinta a óleo tela        | Departamento de Pinturas do Louvre                                    |             |
|        | Marta e Maria Madalena                                 | 1598                            | tinta a óleo tela        | Detroit Institute of Arts                                             |             |
|        | The Conversion of Saint Paul                           | 1600                            | tinta a óleo painel      | Erba-Odescalchi                                                       |             |
|        | Boy Peeling Pears                                      | 1592                            | tinta a óleo tela        | Fundação Roberto Longhi                                               |             |
|        | Boy Bitten by a Lizard                                 | década de 1590                  | tinta a óleo tela        | Fundação Roberto Longhi                                               |             |
|        | Descanso na Fuga para o Egito                          | 1597                            | tinta a óleo             | Galeria Doria Pamphilj                                                |             |
|        | Madalena Arrependida                                   | 1593                            | tinta a óleo tela        | Galeria Doria Pamphilj                                                |             |
|        | Young Saint John the Baptist with ram                  | 1602                            | tinta a óleo tela        | Galeria Doria Pamphilj                                                |             |
|        | A Captura de Cristo                                    | 1602                            | tinta a óleo tela        | Galeria Nacional da Irlanda                                           |             |
|        | A Captura de Cristo                                    | século XVII                     | tinta a óleo tela        | Galeria Nacional da Irlanda Museu Odessa de arte ocidental e oriental |             |
|        | Narciso                                                | 1600 1597                       | tinta a óleo tela        | Galeria Nacional de Arte Antiga                                       |             |
|        | Saint Francis in Meditation                            | década de 1600                  | tinta a óleo tela        | Galeria Nacional de Arte Antiga                                       |             |
|        | Judite decapitando Holofernes                          | 1598 1599                       | tinta a óleo tela        | Galeria Nacional de Arte Antiga                                       |             |
|        | Saint John the Baptist                                 | década de 1600                  | tinta a óleo tela        | Galeria Nacional de Arte Antiga                                       |             |
|        | Portrait of Fra Antonio Martelli                       | década de 1600                  | tinta a óleo tela        | Galeria Palatina                                                      |             |
|        | Sleeping Cupid                                         | 1608                            | tinta a óleo tela        | Galeria Palatina                                                      |             |
|        | The Toothpuller                                        | 1608                            | tinta a óleo tela        | Galeria Palatina                                                      |             |
|        | A Incredulidade de São Tomé                            | 1601 1602                       | tinta a óleo             | Galeria de Imagens Sanssouci                                          |             |
|        | Salomé com a Cabeça de João Batista                    | 1609                            | tinta a óleo             | Galería de Colecciones Reales                                         |             |
|        | Pequeno Baco Doente                                    | 1595                            | tinta a óleo tela        | Galleria Borghese                                                     |             |
|        | Rapaz com Cesto de Frutas                              | década de 1590                  | tinta a óleo tela        | Galleria Borghese                                                     |             |
|        | Davi com a Cabeça de Golias                            | 1605                            | tinta a óleo tela        | Galleria Borghese Coleção Borghese                                    |             |
|        | São Jerônimo Escrevendo                                | 1606                            | tinta a óleo             | Galleria Borghese Coleção Borghese                                    |             |
|        | Madonna and Child with Saint Anne                      | 1605                            | tinta a óleo tela        | Galleria Borghese                                                     |             |
|        | Paintings attributed to Caravaggio                     | 1590                            | tinta a óleo             | Galleria Borghese                                                     |             |
|        | Saint John the Baptist                                 | 1610                            | tinta a óleo             | Galleria Borghese Coleção Borghese                                    |             |
|        | Baco                                                   | 1598 1593                       | tinta a óleo tela        | Galleria degli Uffizi                                                 |             |
|        | Sacrifice of Isaac                                     | 1603                            | tinta a óleo tela        | Galleria degli Uffizi                                                 |             |
|        | Medusa                                                 | 1597                            | tinta a óleo             | Galleria degli Uffizi                                                 |             |
|        | Martírio de Santa Úrsula                               | maio de 1610                    | tinta a óleo             | Gallerie d'Italia                                                     |             |
|        | Amor Vincit Omnia                                      | década de 1600                  | tela tinta a óleo        | Gemäldegalerie                                                        |             |
|        | Christ on the Mount of Olives                          | 1605 1603                       | tinta a óleo tela tinta  | Gemäldegalerie                                                        |             |
|        | Retrato de uma Cortesã                                 | 1590 1601                       | tinta a óleo tela tinta  | Gemäldegalerie                                                        |             |
|        | Lamentation of Christ                                  |                                 | tinta tela               | Gemäldegalerie                                                        |             |
|        | The Holy Family with Child Saint John                  | 1603                            | tinta tela               | Gemäldegalerie Museu Bode Grand ducal collection, Oldenburg           |             |
|        | The Healing of Tobit                                   | século XVII                     | tinta tela               | Gemäldegalerie                                                        |             |
|        | Saint Jerome Writing                                   | década de 1600                  | tinta a óleo tela        | Heritage Malta                                                        |             |
|        | Lying Venus and Faun                                   |                                 |                          | Hermann Göring Collection Munich Central Collecting Point             |             |
|        | Madona de Loreto                                       | 1605                            | tinta a óleo tela        | Igreja de Santo Agostinho                                             |             |
|        | Vocação de São Mateus                                  | julho de 1609                   | tinta a óleo tela        | Igreja de São Luís dos Franceses                                      |             |
|        | A Inspiração de São Mateus                             | 1602                            | tinta a óleo             | Igreja de São Luís dos Franceses                                      |             |
|        | O Martírio de São Mateus                               | 1600                            | tinta a óleo tela        | Igreja de São Luís dos Franceses                                      |             |
|        | paintings by Caravaggio in the Contarelli Chapel       |                                 |                          | Igreja de São Luís dos Franceses                                      |             |
|        | Os Músicos                                             | 1595                            | tinta a óleo tela        | Metropolitan Museum of Art                                            |             |
|        | A negação de São Pedro                                 | 1610                            | tinta a óleo tela        | Metropolitan Museum of Art                                            |             |
|        | The Holy Family with Saint John the Baptist            | 1605                            | tinta a óleo             | Metropolitan Museum of Art                                            |             |
|        | St. John the Baptist                                   |                                 | tinta a óleo tela        | Munich Central Collecting Point                                       |             |
|        | Christ and the disciples at Emans                      |                                 | tinta a óleo tela        | Munich Central Collecting Point                                       |             |
|        | Os Trapaceiros                                         | 1595                            | tinta a óleo tela        | Museu Ashmolean                                                       |             |
|        | Saint Francis in Meditation                            | 1606                            | tinta a óleo             | Museu Cívico Ala Ponzone                                              |             |
|        | The Lute Player                                        | 1595                            | tinta a óleo tela        | Museu Hermitage                                                       |             |
|        | A Captura de Cristo                                    | década de 1600                  | tinta a óleo tela        | Museu Odessa de arte ocidental e oriental                             |             |
|        | The Raising of Lazarus                                 | 1609                            | tinta a óleo             | Museu Regional de Messina                                             |             |
|        | A Adoração dos Pastores                                | 1609                            | tinta a óleo             | Museu Regional de Messina                                             |             |
|        | Santa Catarina de Alexandria                           | 1598                            | tinta a óleo tela        | Museu Thyssen-Bornemisza                                              |             |
|        | Os Trapaceiros                                         | 1594                            | tinta a óleo             | Museu de Arte Kimbell                                                 |             |
|        | The Lute Player series                                 | 1595                            | tinta a óleo             | Museu de Arte Nelson-Atkins                                           |             |
|        | Saint John the Baptist in the Wilderness               | 1605                            | tinta a óleo tela        | Museu de Arte Nelson-Atkins                                           |             |
|        | The Crucifixion of Saint Andrew                        | 1607                            | tinta a óleo tela        | Museu de Arte de Cleveland                                            |             |
|        | The Vision of Saint Jerome                             |                                 | tinta a óleo tela        | Museu de Arte de Worcester                                            |             |
|        | A Anunciação                                           | 1608                            | tinta a óleo             | Museu de Belas Artes de Nancy                                         |             |
|        | Les disciples d'Emmaüs                                 | século XVII                     | papel                    | Museu de Belas Artes de Rennes                                        |             |
|        | Flagelação de Cristo (Ruão)                            | 1606                            | tinta a óleo             | Museu de Belas Artes de Ruão                                          |             |
|        | Madonna of the Rosary                                  | 1607                            | tinta a óleo tela        | Museu de História da Arte em Viena                                    |             |
|        | Coroação de Cristo com espinhos                        | 1602                            | tinta a óleo tela        | Museu de História da Arte em Viena                                    |             |
|        | David with the Head of Goliath                         | 1607                            | tinta a óleo painel tela | Museu de História da Arte em Viena                                    |             |
|        | Saint Jerome penitent                                  | 1605 década de 1600             | tinta a óleo tela        | Museu de Montserrat                                                   |             |
|        | Davi e Golias                                          | 1600                            | tinta a óleo tela        | Museu do Prado                                                        |             |
|        | Ecce Homo                                              | século XVII                     | tinta a óleo tela        | Museu do Prado No/unknown value                                       |             |
|        | Young Saint John the Baptist with ram                  | 1602                            | tinta a óleo tela        | Museus Capitolinos                                                    |             |
|        | The Fortune Teller                                     | 1594                            | tinta a óleo tela        | Museus Capitolinos                                                    |             |
|        | Saint Jean, la Vierge et l'Enfant                      | 1 de janeiro de 1600            | tinta a óleo tela        | Musée des beaux-arts de Liège                                         |             |
|        | A Ceia em Emaús                                        | 1601                            | tinta a óleo             | National Gallery                                                      |             |
|        | Rapaz Mordido por um Lagarto                           | década de 1590                  | tinta a óleo tela        | National Gallery                                                      |             |
|        | Salome with the Head of John the Baptist               | 1607                            | tinta a óleo tela        | National Gallery                                                      |             |
|        | Ecce Homo                                              | 1605                            | tinta a óleo             | Palazzo Bianco                                                        |             |
|        | Portrait of Maffeo Barberini (Pope Urban VIII)         | década de 1590                  | tinta a óleo tela        | Palazzo Corsini al Parione                                            |             |
|        | San Giovanni Battista                                  |                                 |                          | Palazzo Corsini alla Lungara                                          |             |
|        | Coroação de Cristo com espinhos                        | 1604                            | tinta a óleo             | Palazzo degli Alberti                                                 |             |
|        | Cesto de Frutas                                        | século XVI                      | tinta a óleo tela        | Pinacoteca Ambrosiana                                                 |             |
|        | Ceia em Emaús                                          | 1606                            | tinta a óleo tela        | Pinacoteca de Brera                                                   |             |
|        | O Sepultamento de Cristo                               | década de 1600 1602             | tinta a óleo tela        | Pinacoteca do Vaticano                                                |             |
|        | As sete obras de Misericórdia                          | 1607 década de 1600             | tinta a óleo tela        | Pio Monte della Misericordia                                          |             |
|        | Flagelação de Cristo (Nápoles)                         | 1607                            | tinta a óleo             | Reggia di Capodimonte                                                 |             |
|        | Salome with the head of John the Baptist               | século XVII                     | tinta a óleo tela        | Rijksdienst voor het Cultureel Erfgoed kunstcollectie                 |             |
|        | The Calling of Saints Peter and Andrew                 | 1606 1603                       | tinta a óleo tela        | Royal Collection                                                      |             |
|        | Rapaz Descascando Fruta                                | década de 1590                  | tinta a óleo tela        | Royal Collection                                                      |             |
|        | The Burial of Saint Lucy                               | 1608                            | tinta a óleo             | Santa Lucia al Sepolcro sanctuary                                     |             |
|        | Crucificação de São Pedro                              | 1600                            | tinta a óleo tela        | Santa Maria del Popolo                                                |             |
|        | Conversão de São Paulo                                 | 1604 1600                       | tinta a óleo             | Santa Maria del Popolo                                                |             |
|        | paintings by Caravaggio in the Cerasi Chapel           | 1600                            |                          | Santa Maria del Popolo                                                |             |
|        | Prophet with book                                      |                                 |                          | Staatliche Kunsthalle                                                 |             |
|        | Sacrifice of Isaac                                     | 1603 década de 1590             | tinta a óleo             | Universidade de Princeton Coleção Barbara Piasecka Johnson            |             |
|        | Jupiter, Neptune and Pluto                             | 1599                            | tinta a óleo             | Villa Ludovisi                                                        |             |
|        | São Francisco de Assis em Êxtase                       | 1594                            | tinta a óleo             | Wadsworth Atheneum                                                    |             |
|        | The Calling of Saints Peter and Andrew                 |                                 | tinta a óleo tela        | Weston Park                                                           |             |

∑ 126 items.